# Moechotypa tuberculicollis
Moechotypa tuberculicollis är en skalbaggsart som beskrevs av Wang och Fernando Chiang 2000. Moechotypa tuberculicollis ingår i släktet Moechotypa och familjen långhorningar. Inga underarter finns listade i Catalogue of Life.